# آناتولی بی بیوف
آناتولی بی بیوف (آسی: Бибылты Ильяйы фырт Анатолий; روسی: Анатолий Ильич Бибилов؛ زادهٔ ۶ فوریهٔ ۱۹۷۰)، یک سیاست‌مدار اهل اوستیای جنوبی است. وی پس از پیروزی در چهارمین دوره انتخابات ریاست جمهوری اوستیای جنوبی، از ۲۱ آوریل ۲۰۱۷ میلادی، به عنوان چهارمین رئیس‌جمهور این کشور، قدرت را در دست گرفته بود و در پنجمین دوره انتخابات ریاست جمهوری اوستیای جنوبی، از رقیب خود آلان گاگلویف شکست خورد.
وی همچنین برندهٔ جوایزی همچون نشان دوستی شده‌است.